# Mariano Fernández Amunátegui
Francisco Mariano Fernández Amunátegui (Santiago, 21 de abril de 1945) es un diplomático, académico y político chileno. Fue ministro de Relaciones Exteriores durante el último año del primer gobierno de la presidenta Michelle Bachelet. Previamente ocupó la titularidad de la Subsecretaría de dicha cartera durante la presidencia de Eduardo Frei Ruiz-Tagle entre 1994 y 2000.

## Biografía

### Familia y estudios
Es hijo del abogado Mariano Fernández Méndez y de María Angélica Amunátegui Vadillo.Estudió en el Colegio San Ignacio y en el Liceo Valentín Letelier. Luego siguió derecho en la Universidad Católica, carrera de la que egresó en el año 1970 y de la cual nunca se tituló.
Desde 1969, casado con María Ángelica Morales Carrasco, con quien tuvo tres hijos; Magdalena, Mariano y Cristóbal. Además, tiene 7 nietos

### Carrera académica
En el ámbito académico, ha sido presidente y vicepresidente del Instituto de Relaciones Europeas y Latinoamericanas (Irela) en Madrid, España; y vicepresidente del Instituto de Ítalo-Latinoamericano (IILA) en Roma, Italia.
Además, se desempeñó como miembro del Comité Ejecutivo del Instituto Jacques Maritain, en Roma; y presidente del Consejo Internacional del Centro Latinoamericano para las Relaciones con Europa (Celare), en Santiago, Chile.

## Carrera política y diplomática

### Inicios y exilio
En 1967 ingresó al Ministerio de Relaciones Exteriores, desempeñándose como tercer secretario de la embajada de su país en la República Federal de Alemania (1971-1974). En 1970 fue secretario diplomático de la delegación de Chile en la Asamblea General Extraordinaria de la Organización de los Estados Americanos (OEA).
Estuvo exiliado en Alemania, entre 1974 y 1982, tiempo en el que aprovechó de realizar estudios de especialización en sociología política en la Universidad de Bonn (1975-1977).
De regreso a Chile, fue investigador y miembro del Comité Ejecutivo del Centro de Estudios para el Desarrollo (1982-1990).

### Cargos durante los gobiernos de la Concertación

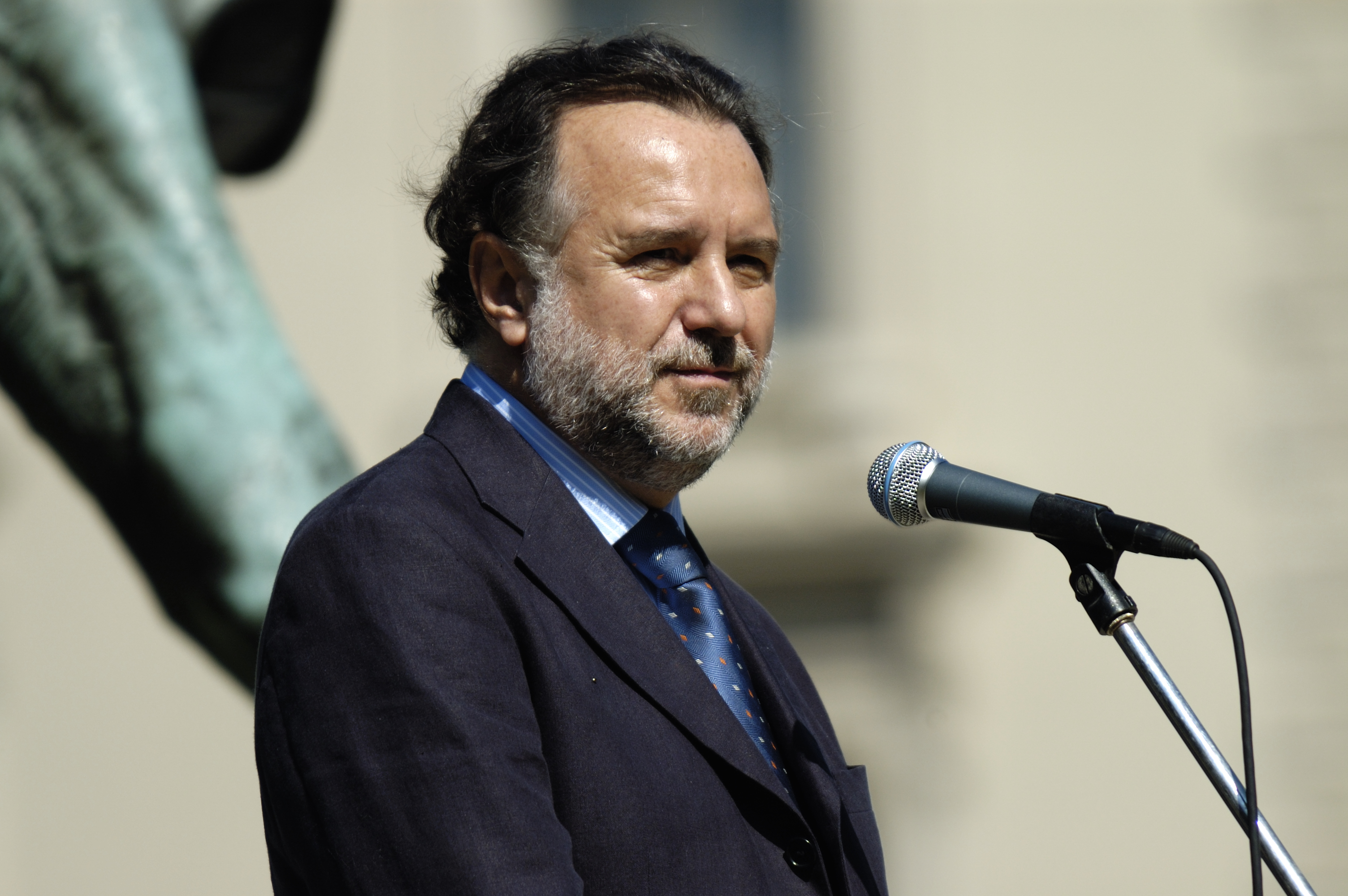
Fernández en 2006.

En los gobiernos de la Concertación que siguieron a la dictadura militar fue embajador político de Chile en Bélgica y ante la Comunidad Europea (1990-1992), Italia (1992-1994), España (2000-2002) y el Reino Unido (2002-2004).
Entre 1994 y 2000, durante el Gobierno del Eduardo Frei Ruiz-Tagle, se desempeñó como subsecretario de Relaciones Exteriores.
En 2006 asumió como embajador político de Chile en los Estados Unidos, donde presenció la histórica elección y posterior investidura presidencial del demócrata Barack Obama en Washington D. C.
En marzo de 2009 fue nombrado ministro de Relaciones Exteriores por la presidenta Michelle Bachelet, cargo que abandonó al finalizar la administración, el 11 de marzo de 2010. En julio de ese mismo año hizo público su deseo de competir por la presidencia del Partido Demócrata Cristiano, para lo cual consiguió el apoyo, entre otros, del diputado Roberto León, la exministra del Sernam Laura Albornoz, el exministro del Interior Belisario Velasco y el diputado Pablo Lorenzini, entre otros. En dicha contienda fue derrotado, por amplio margen, por el también excanciller Ignacio Walker.

### Jefe de Minustah y segundo gobierno de Bachelet
En mayo de 2011 el secretario general de Naciones Unidas, Ban Ki-moon, lo nombró representante especial para Haití. Fernández asumió en Puerto Príncipe el 27 de junio, como jefe de la Misión de Estabilización de las Naciones Unidas en Haití (Minustah), en reemplazo del guatemalteco Edmond Mulet, quien después del terremoto de 2010 pasó a desempeñar temporalmente el cargo.
En abril de 2014 intentó sin éxito ocupar el escaño dejado por Ximena Rincón en el Senado tras la designación de ésta como ministra de Estado por Michelle Bachelet en el marco de su segundo gobierno. Fernández perdió en una elección primaria de su partido ante Manuel Antonio Matta, quien en mayo juró en representación del Maule Sur.
En julio de 2014 fue nombrado embajador de Chile en Alemania. Actualmente se desempeña como embajador ante la Santa Sede, en Roma, desde abril de 2016.

## Condecoraciones

### Condecoraciones extranjeras
- Gran Cruz de la Orden de la Cruz del Sur ( Brasil, 1995).

- Gran Cruz de la Orden de Manuel Amador Guerrero ( Panamá,22 de junio de 2009).[14]